# Archivum Rhenanum - Archives numérisées du Rhin supérieur

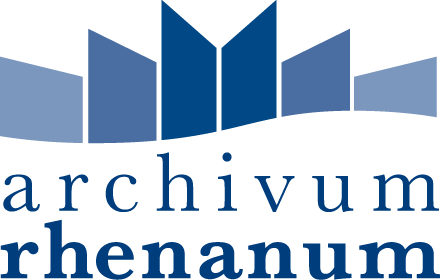
Logo du projet

Le projet Archivum Rhenanum – Archives numérisées du Rhin supérieur ou « Réseau transfrontalier de sources historiques numérisées : les archives comme mémoire de l’espace du Rhin supérieur et de sa formation » vise à créer un portail transfrontalier franco-allemand ainsi qu’un réseau ouvert de centres d’archives. Il est soutenu par des institutions, des associations et des spécialistes en histoire et civilisation. Il permettra au grand public d’accéder à des ressources archivistiques transfrontalières grâce à leur numérisation et à des explications modernes.

## Le projet
Les centres d’archives allemands et français du Rhin supérieur, c’est-à-dire du Pays de Bade, du Palatinat et d’Alsace, conservent des manuscrits uniques, remontant pour certains d’entre eux au Moyen Âge, et documentant l’histoire de la région, ses évolutions économiques, sociales et culturelles. Ce patrimoine culturel n’était toutefois accessible jusqu’à présent qu’à un cercle restreint de personnes – la langue, le niveau de formation nécessaire à sa compréhension, l’écriture employée dans les documents anciens et surtout sa dispersion dans la région rendant pour le grand public son accès difficile. C’est la « frontière » qui en résulte entre la France et l’Allemagne que le portail envisagé, bilingue, transfrontalier dans son contenu même, ainsi qu’un réseau ouvert de centres d’archives, soutenu par des institutions, des associations et des spécialistes en histoire et civilisations, doivent surmonter. Le but est de restituer virtuellement la mémoire historique du Rhin supérieur. Cette démarche doit permettre au grand public – par des explications modernes, un bilinguisme résolu, le recours aux nouveaux médias (numérisation, offre en ligne, plateformes de communication bilingues telles que des blogs) – d’accéder à la connaissance de l’histoire et des collections du Rhin supérieur. La période chronologique retenue couvre le Moyen Âge et l’Époque moderne (XVIe siècle). Il est certain, comme les sources du Moyen Âge et de la Réforme le montrent clairement, « qu’autrefois les hommes n’avaient que peu conscience des frontières et que les frontières comme le Rhin étaient "perméables" » – mais il faut reconnaître que ces fonds n’étaient jusqu’à ce jour que peu accessibles au public. Un élargissement à des époques plus récentes, jusqu’aux grands conflits franco-allemands du XIXe et du début du XXe siècle est envisagé : « Ce serait une perspective importante, pour représenter dans son ensemble l’espace frontalier, à son apogée comme aux moments de repli, dans ses difficultés et ses « refoulements », y donner accès dans toute son étendue » . Au nombre des initiatives des partenaires du projet (2013-2015) sont principalement à compter la préparation et la numérisation de sources historiques fondamentales pour leur présentation sur le portail, la constitution d’une banque de données transfrontalière (« Archivum Rhenanum »), la présentation durable de cette base de données sur le portail – mais aussi, au-delà, des actions de médiation pour le grand public autour du patrimoine conçu comme « mémoire historique », avec par exemple la conception et la coordination durable d’une plateforme de communication et de discussion publique. Enfin, des mesures en faveur de la conservation des fonds seront également prises.

## Partenaires et promoteurs
Le projet « Réseau transfrontalier de sources historiques numérisées : les archives comme mémoire de l’espace du Rhin supérieur et de sa formation » est soutenu à parts égales – 156 000 euros – par l’Union européenne dans le cadre du fonds européen INTERREG pour la coopération transfrontalière dans le Rhin supérieur et par les cofinanceurs. Le porteur du projet est le Archives de la ville de Fribourg-en-Brisgau (de) ; y prennent également part les institutions, centres d’archives et associations, allemandes et françaises, suivantes :
- Alemannisches Institut Freiburg i.Br. e.V., Fribourg-en-Brisgau (D)
- Arbeitsgemeinschaft für geschichtliche Landeskunde am Oberrhein e.V. , Karlsruhe (D)
- Archives départementales du Bas-Rhin, Strasbourg (cofinanceur)
- Archives départementales du Haut-Rhin, Colmar (cofinanceur)
- Bistumsarchiv Speyer, Spire (D)
- Breisgau-Geschichtsverein Schau-ins-Land e.V. , Fribourg-en-Brisgau (D)
- Entente rhénane des archivistes des services municipaux (ERASM)
- Erzbischöfliches Archiv Freiburg i.Br. , Freiburg im Breisgau (D)
- Fédération des Sociétés d’histoire et d’archéologie d’Alsace
- Académie des sciences de Heidelberg, Heidelberg (D)
- Société historique du Palatinat (de) , Spire (D)
- Institut d’histoire d’Alsace, université de Strasbourg
- Institut für Fränkisch-Pfälzische Geschichte und Landeskunde, université de Heidelberg, Heidelberg (D)
- Institut d'histoire et d'ethnologie du Palatinat (de), Kaiserslautern (D)
- International Centre for Archival Research (ICARUS)
- Archives d'État de Bade-Wurtemberg – Archives d'État générales de Karlsruhe (de), Karlsruhe (D) (cofinanceur)
- Archives d'État de Spire (de), Spire (D)
- Lehrstuhl für Mittelalterliche Geschichte I und Abt. Landeskunde, université de Fribourg-en-Brisgau, Fribourg-en-Brisgau (D)
- Archives d'État de Bâle-Ville (de), Bâle (CH)
- Stadtarchiv Mainz, Mayence (D)
- Archives de la ville de Spire (de), Spire (D) (cofinanceur)

- Vereinigung „Auf den Spuren der Habsburger“ , Fribourg-en-Brisgau (D)